# 文島宜
文島宜（印尼語：Selakau）是印度尼西亞西加里曼丹省三發縣下轄的一個鎮，位於該縣南部，東接東文島宜鎮，北連沙拉迪加鎮，西臨納圖納海，南與山口洋市的北山口洋區接壤。文島宜河流經此鎮，河畔有一座小漁港，漁業為文島宜的主要民生之一。

## 行政區劃
2007年文島宜鎮以區域劃分設置新鎮東文島宜鎮，文島宜鎮現轄11個村：
1. 文島宜村（Bentunai）
2. Gayung Bersambut
3. 瓜拉村（Kuala）
4. 邦加蘭望萬村（Pangkalan Bemban）
5. 新路村（Parit Baru）
6. 公司溝村（Parit Kongsi）
7. 十一條港村（Semelagi Besar）
8. 十二條港村（Sungai Daun）
9. 山子下村（Sungai Nyirih）
10. 鹿港村（Sungai Rusa）
11. Twi Mentibar